# NGC 6124
NGC 6124 é um aglomerado aberto na direção da constelação de Scorpius. O objeto foi descoberto pelo astrônomo Nicolas Lacaille em 1751, usando um telescópio refrator com abertura de 0,5 polegadas. Devido a sua moderada magnitude aparente (+5,8), é visível apenas com telescópios amadores ou com equipamentos superiores. 